# Château d'eau de Colmar
Pour les articles homonymes, voir Château d'eau (homonymie).
Le château d'eau de Colmar est un monument historique situé à Colmar, dans le département français du Haut-Rhin. Sa capacité est de 1 200 m3. Il a été construit entre 1884 et 1886.

## Localisation
L'édifice est situé avenue Raymond-Poincaré dans le quartier sud de Colmar, dans un parc, nommé Parc du Château d'eau, à côte de la cour d'appel et qui occupe une superficie de 13 990 m2.

## Historique

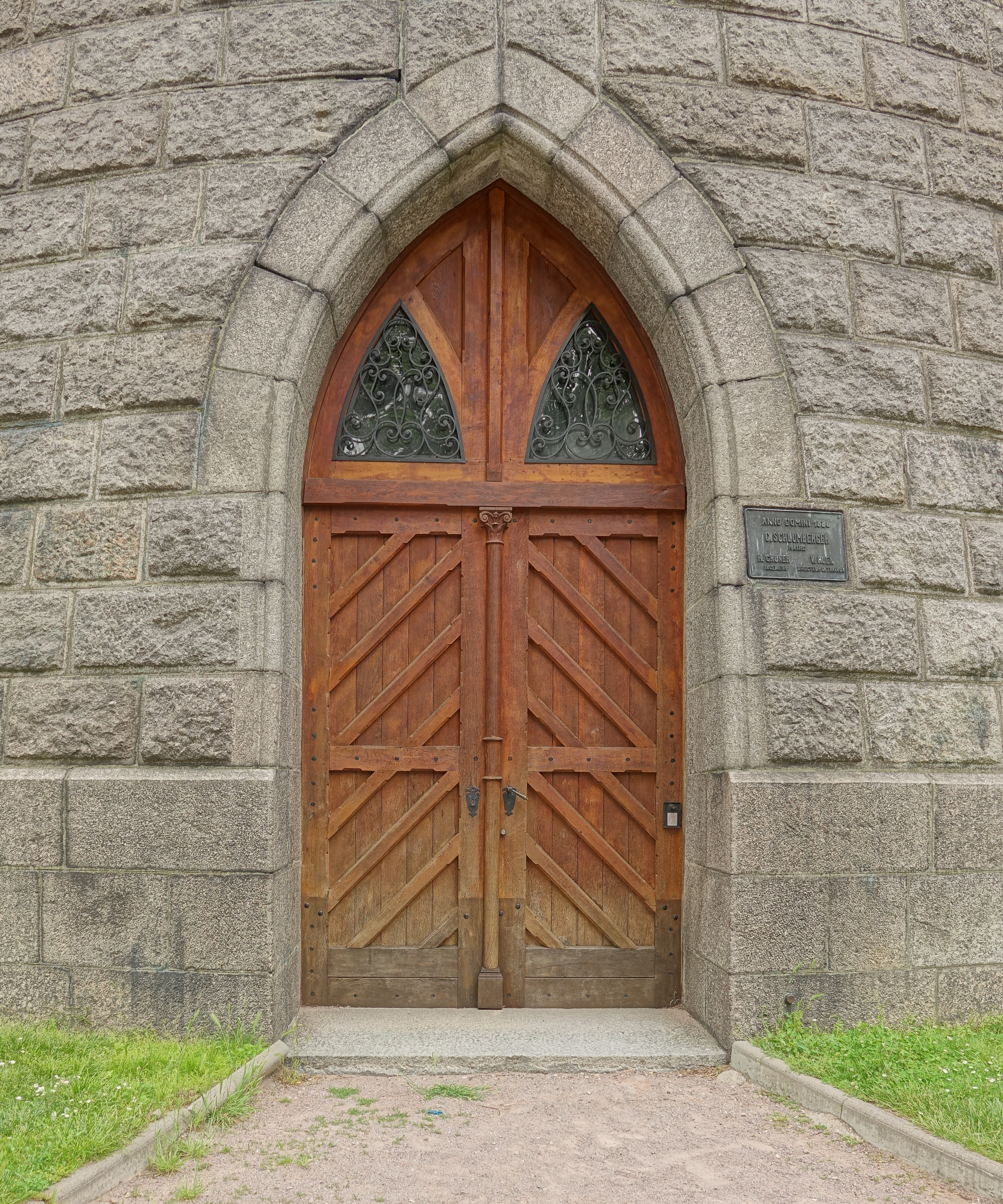
Porte d'entrée et plaque commémorative.

Ce château d'eau a été construit entre 1884 et 1886 sous la direction de Victor Huen et de l'ingénieur Heinrich Grüner.
Il est inauguré le 22 juin 1886 et mis hors d'exploitation en 1983.
C'est le plus ancien conservé dans la région mais n'est plus utilisé en tant que tel depuis 1984, car la capacité de stockage était devenue insuffisante par rapport aux besoins.
De 1959 à 1985 il abrite les collections du musée d'histoire naturelle et d'ethnographie le temps de son aménagement rue Turenne.
Le château d'eau, à l'exception de sa toiture datant de 1961, fait l'objet d'une inscription au titre des monuments historiques depuis le 16 avril 1993.

## Architecture
L'édifice est un exemple de l'architecture allemande du début du XXe siècle, son escalier et sa façade sont tout à fait remarquables. Présence d'arcs brisés, modillons, appareil à bossages, mâchicoulis.
Le donjon mesure 12,3 m de diamètre et 53 m de hauteur. Sa capacité en eau est de 1 000 m3.